# 斜頸
斜頸（しゃけい、Torticollis）とは、胸鎖乳突筋の瘢痕化による短縮の為に、頭部が患側に傾き顔面が健側へ回旋すると共に、頸部の患側への回旋と健側への側屈が制限される症状・疾患である。ここでは症状の発生源から生じる状態に鑑み、筋性斜頸
について述べる。

## 症状、疫学など
- 冒頭で述べた症状が主なものである。原因については様々な説があり議論されているものの、定説としてはまだない。発生率は約2パーセントと言われる。右側罹患がやや多く、女子にやや多い。
- 新生児期には斜頸位で気付かれるより、出生後の入院時に、頸部の腫瘤で気付かれる場合が多い。頸部の腫瘤は生後2〜3週間で最も大きくなり、その後は自然に消失するが、一部には腫瘤が索状物に変化する。腫瘤が大きい場合や索状物による拘縮が強い場合は、斜頸位が徐々に明らかとなる。

## 治療
保存的療法
- 本症は、生後1歳頃までにほぼ90パーセントが自然治癒し、斜頸位・頸部可動域制限が解消するとされている。定期的な乳幼児健診の受診を心掛ける事が肝要である。家庭において行う頸部の簡易リハビリは、医師と相談の上で決めるべきである。又、1歳を過ぎても外見的に極度な斜頸ではない限り、成長に伴い自然治癒の場合も多く見られるので、長い目での観察や受診で経過観察をする例も多い。

手術的療法
- 自然治癒に至らず極度の斜頸のままで経過した場合は、3歳過ぎを目途に手術療法を行う事がある。術法は担当医や手術を行う病院の方針などで多少の差異があるので、医師とよく相談すること。

## 診療科
- 小児科、整形外科など。外科的治療となった場合、形成外科との併診となる事がある。

## その他
- 自然治癒の例が多いが、自然治癒が得られたとしても成長終了時までの定期的な経過観察が勧められる。
- かつての斜頸に対する治療法としては、徒手的マッサージが積極的に行われていたが、有用性に疑問がもたれ、現在では医師の指示による前述のマッサージはまず行われていない。
- 斜頸による生命的危機はないが、日常生活において周囲から斜頸である事をからかわれたり、特に証明写真などの写真撮影時に矯正されたり、自ら意識して顔を真っ直ぐにしようとするなど、心理的負担がかかる場合がある。全く斜頸ではない・真っ直ぐな顔の向きである場合の方が少なく、斜頸と言われなかった者でも頸部や顔が多少曲がっている例が多い。周囲はその点を考慮すると共に、本人にも極度に不安や負担を感じる必要のない事を理解する事を説明する事が大切である。

## 判別を要する斜頸
- 眼性斜頸
- 骨性斜頸
- 炎症性斜頸
- 痙性斜頸

## 外部サイト
斜頚 - 日本整形外科学会、2018年2月19日閲覧